# マンドリン

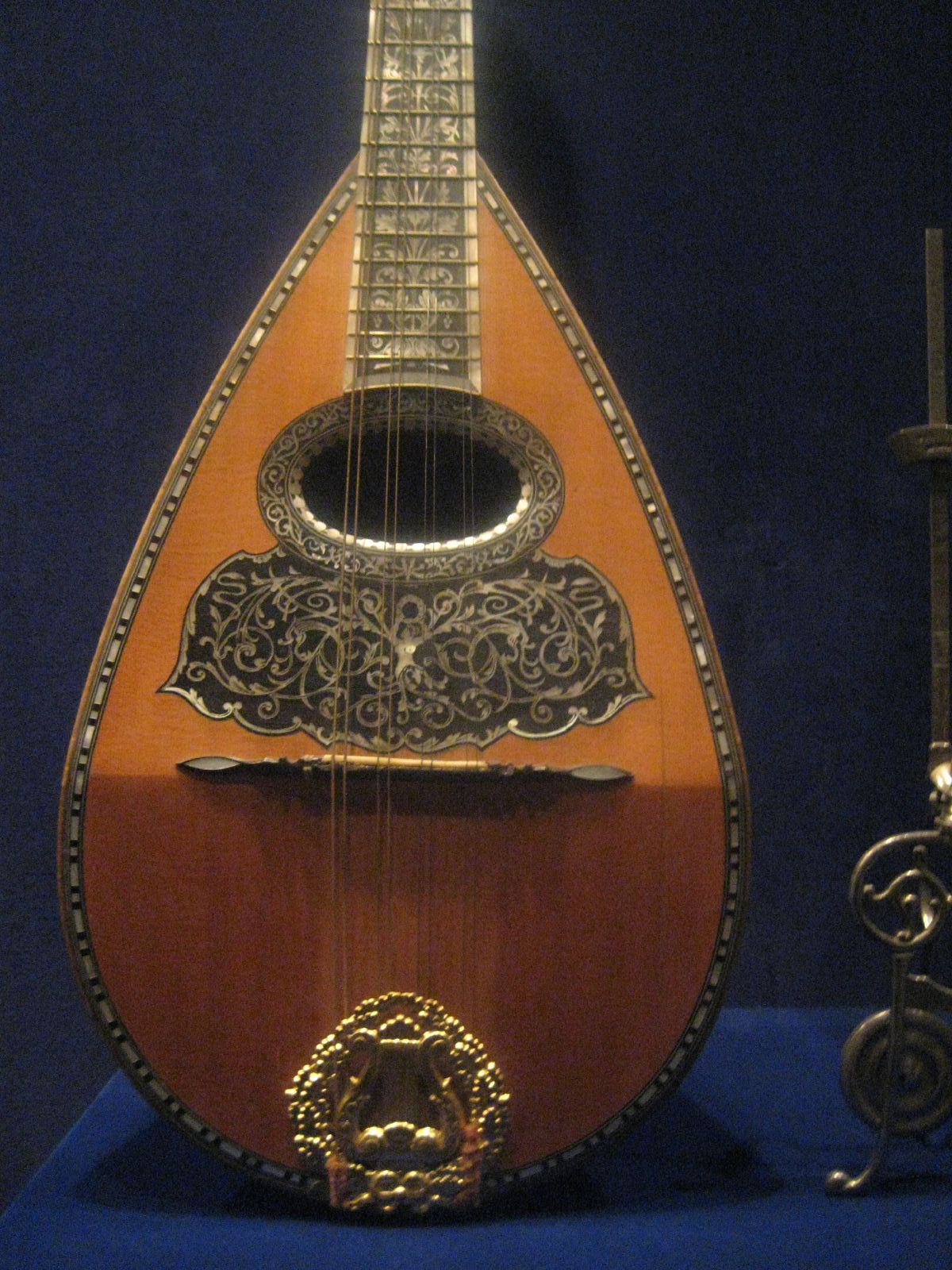
ナポリ型マンドリン（メトロポリタン美術館蔵）

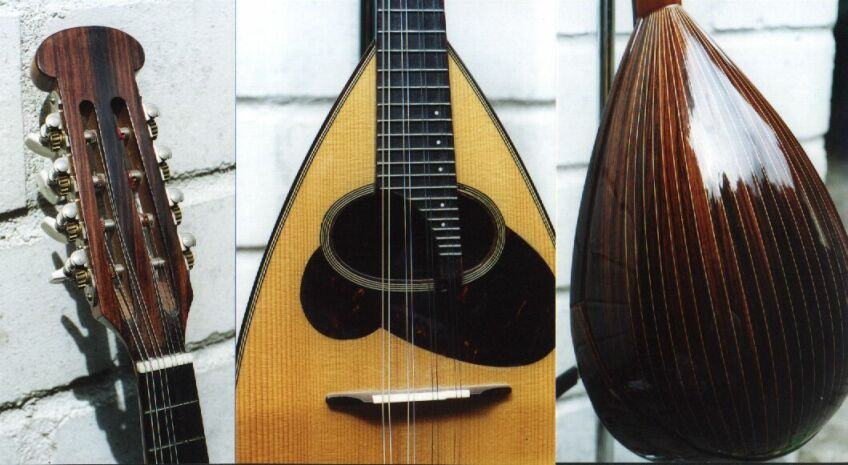
マンドリン(ローマ型マンドリン)

マンドリン（英: mandolin、独・仏: mandoline、伊: mandolino）は、イタリア発祥の撥弦楽器。
現在、最も一般的に見られるのは17世紀中頃に登場したナポリ型マンドリンから発展したもので弦はスチール製の8弦4コース、調弦はヴァイオリンと同じく低い方からG-D-A-E。ただしヴァイオリンと違って指板にはフレットがあり、弓ではなくピックを使って演奏する。
撥弦楽器であるマンドリンはギターと同じく持続音が出せない楽器である。この問題は高音においてギターより大きな問題となり、その結果、持続音を模したトレモロ奏法が使われる。その他の奏法には、アルペジオ、ピッツィカート、ハーモニクスなどがある。
19世紀末にアメリカ合衆国で派生したフラットマンドリンは、ブルーグラス、カントリーなどの音楽ジャンルで、フィドルやバンジョーなどとともに使用されることが多い。

## 種類
マンドリンには、イチジクの縦割りに例えられるボールバックのナポリ型や、フラットバックのポルトガル型、バンジョーの半分のサイズのバンジョー型等がある。また、南米には10弦（ペルー）・12弦（ボリビア）などのマンドリンも存在する。
ナポリ型マンドリンは糸巻軸の金属棒が外に飛び出ているタイプのマンドリンを指し、ローマ型マンドリンはギターと同じ方式の糸巻軸をしているものを指す。
イタリア起源の、リュートから派生したものは「マンドリン」、スペイン・ポルトガル起源の、ギター（ヴィエラ）から派生したフラットタイプのものは（南米でもよく使用される）「バンドリン」と呼ばれるが、奏法は同じで、音もよく似ている。
マンドリン属の弦楽器には他にマンドラ、マンドロンチェロ、マンドローネなどがある。

## 部位の名称

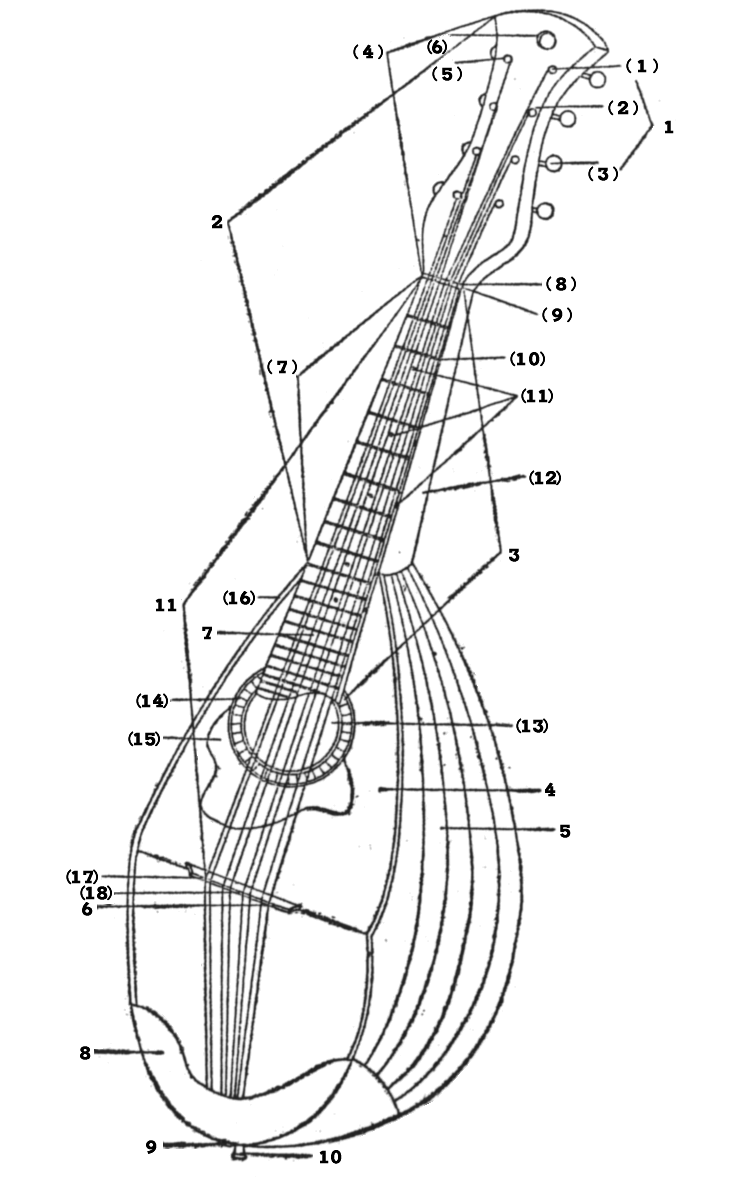
教育用マンドリン

- 1 糸巻
  - (1) 糸巻軸
  - (2) 弦穴
  - (3) つまみ
- 2 さお
  - (4) ヘッド
  - (5) 軸穴
  - (6) つり穴
  - (7) ネック
- 3 指板
  - (8) 上こま
  - (9) 上こま糸道
  - (10) フレット
  - (11) ポジションマーク
  - (12) 握部
- 4 響板
  - (13) 音口
  - (14) 口飾
  - (15) 義甲板
  - (16) 縁飾
- 5 胴
- 6 こま
  - (17) まくら
  - (18) 糸道
- 7 弦
- 8 袖板
- 9 緒止
- 10 エンドピン
- 11 振動弦全長

## 歴史

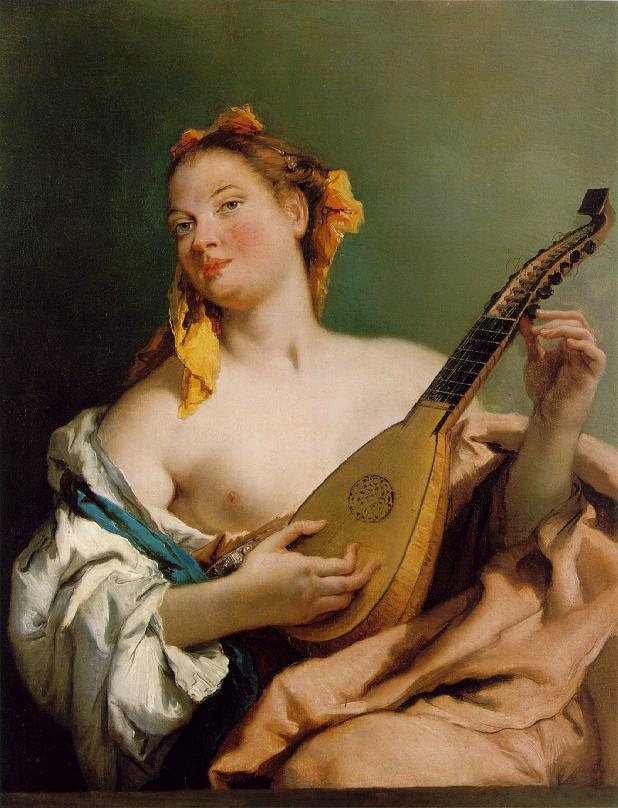
バロックマンドリン（ジョヴァンニ・バッティスタ・ティエポロ画『マンドリンを持つ女』）

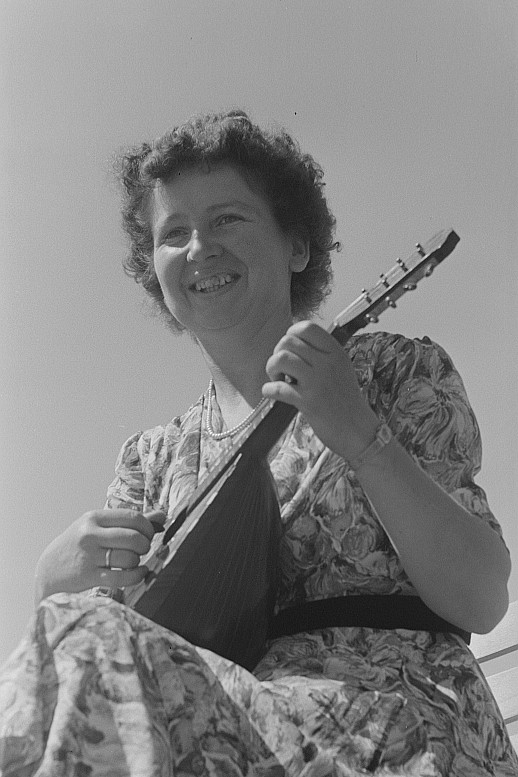
マンドリンを弾く女性（1952年、ドイツ）

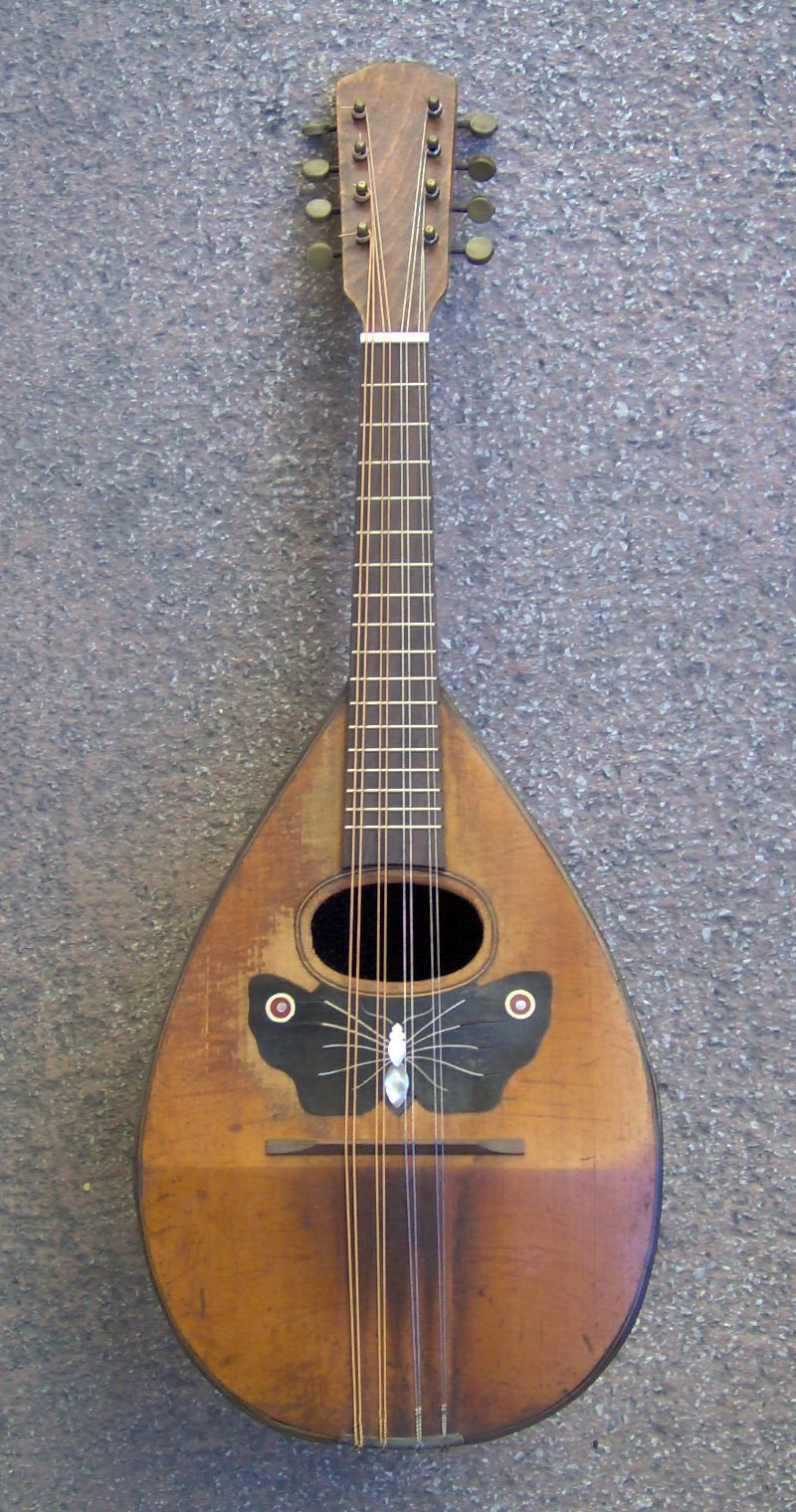
ナポリ型マンドリン

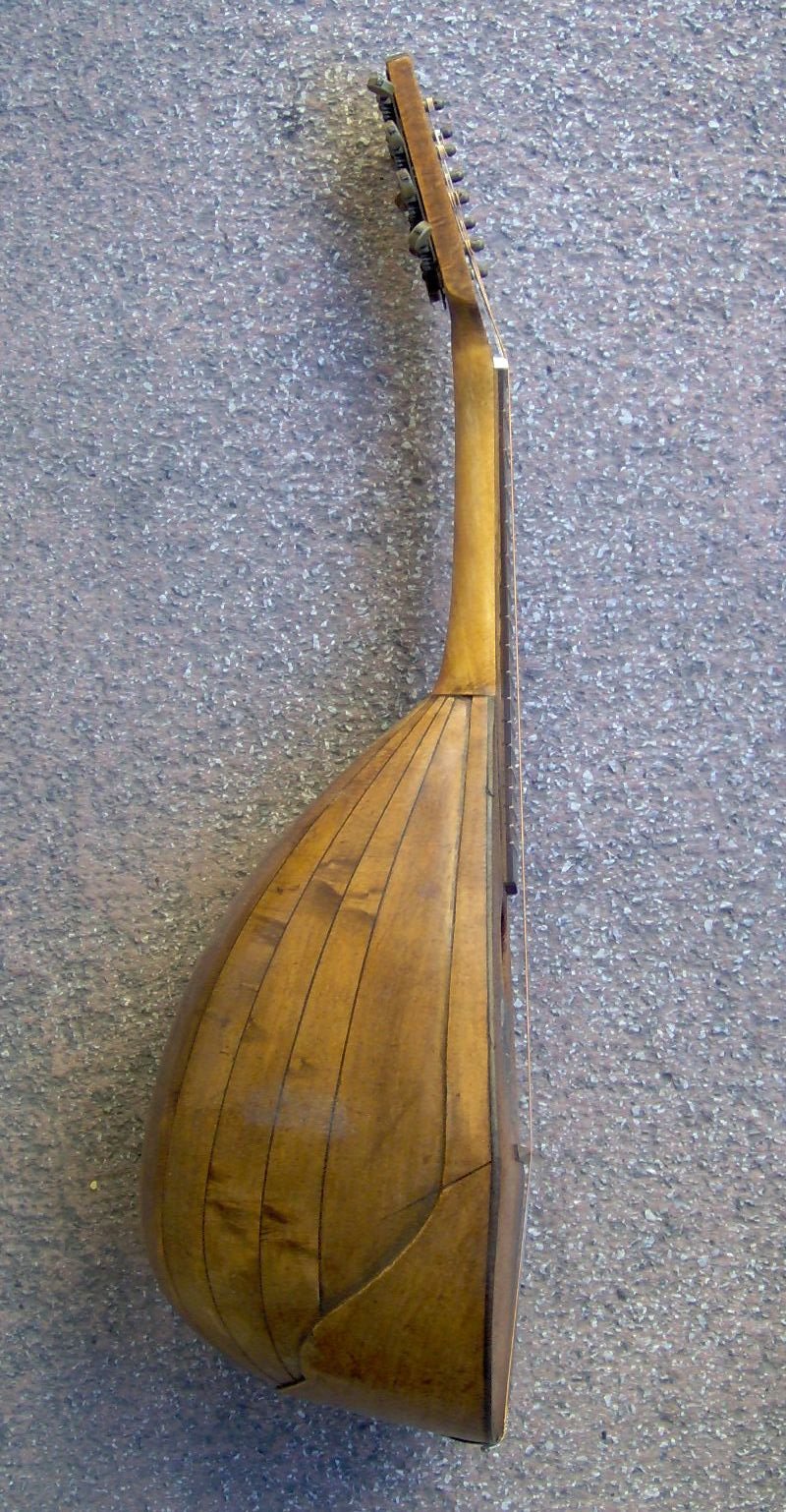
ナポリ型マンドリン

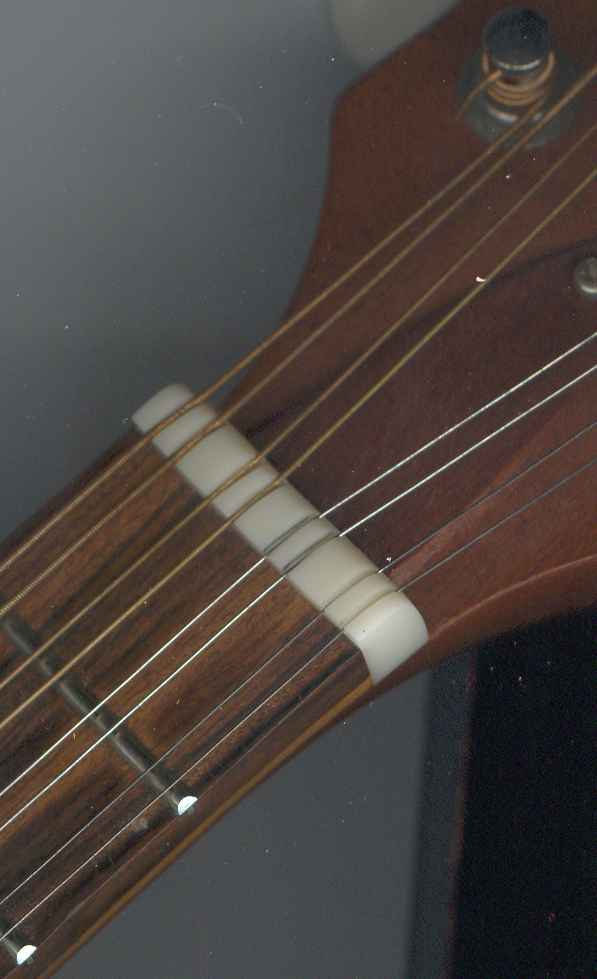
マンドリンのナット（上こま）部分

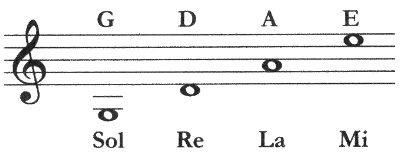
マンドリンの音階

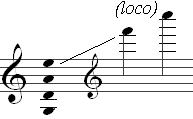
マンドリンの音域

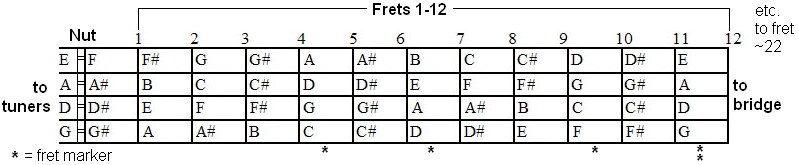
マンドリンのフレット表

マンドリンの直接の起源はリュートから派生した楽器「マンドーラ」といわれている。初期のマンドリンは6コースのガット弦を持ついわゆるバロックマンドリン（マンドリーノ）で、アントニオ・ヴィヴァルディが書いたマンドリン協奏曲はこの型のためのものである。
近代マンドリンの歴史は19世紀のパクスワーレ・ヴィナッチャの楽器改良に始まる。ヴィナッチャは4コースのナポリ型マンドリンの改良に取り組み、一定の成果を収めた。これ以後ナポリ型が主流となる。19～20世紀にかけてウンベルト1世妃マルゲリータがマンドリンを愛好し、マンドリン演奏はイタリア中で大流行となる。カルロ・クルティ、カルロ・ムニエル、ラファエレ・カラーチェ、シルヴィオ・ラニエーリらが奏者・作曲家として活躍した。しかしイタリアが第二次世界大戦で敗北し、王政が廃止されるとイタリアでのマンドリン音楽は一時的に衰退した。

## 日本の状況
日本では、1894年四竈訥治がイギリス人から贈られたマンドリンを演奏した記録が残っている。1901年には比留間賢八が留学先のイタリアからマンドリンを持って帰国し、指導者となる。比留間の門人には萩原朔太郎や藤田嗣治や里見弴らがいる。また娘の比留間きぬ子もマンドリン奏者で、数多くの門弟を育てた。
日本で本格的にマンドリンが流行するきっかけとなったのは1924年のラファエレ・カラーチェの来日である。彼は摂政宮（のちの昭和天皇）のために御前演奏するなど、各地で演奏会を開いている。彼の来日に影響を受けたマンドリン奏者の中に後に作曲家として活躍する鈴木静一・中野二郎・服部正がいる。
1968年から2年に1回、日本マンドリン連盟主催独奏コンクールが開かれ、多くの奏者を輩出している。

## 主な楽曲

### 無伴奏独奏曲
- ニコロ・パガニーニ
メヌエット
- シルヴィオ・ラニエーリ（英語版）
ハイドンの主題による変奏曲
夏の唄
- ラファエレ・カラーチェ
前奏曲第1番
前奏曲第2番
前奏曲第3番
前奏曲第5番
前奏曲第10番
前奏曲第11番
前奏曲第14番
前奏曲第15番
大前奏曲
コラール
シルビア
薔薇のメヌエット
- ウーゴ・ボッタキアリ
岸辺に立ちて
- ハインリヒ・コニエッツニー
パルティータ第1番
- ヘルベルト・バウマン
ソナチネ
- ジークフリート・ベーレント
感覚-構造
- 萩原朔太郎
機織る乙女
- 武井守成
行く春
- 鈴木静一
シューベルトの子守唄による変奏曲
エルムの都
荒城の月の主題による変奏曲
- 中野二郎
「春が来た」変奏曲
祈り
幻想曲第二番
セレナータ
美しき我が子や何処
夕べの祈り
旅愁の主題による変奏曲
- 牧野由多可
春雪のバラード
- 近藤譲
早春に
- 久保田孝
夜曲
練習曲
幻想曲第一番
- 桑原康雄
月と山姥
即興曲
冬の光
無窮動
じょんがら
無言の扉

### 伴奏付独奏曲
- ルートヴィヒ・ヴァン・ベートーヴェン
ソナチネ ハ長調 WoO 44a
ソナチネ ハ短調 WoO 43a
アダージョ 変ホ長調 WoO 43b
アンダンテと変奏曲 ニ長調 WoO 44b
- ヨハン・ネポムク・フンメル
ソナタ ハ長調 Op.35
- ヴィットーリオ・モンティ
チャールダーシュ
- カルロ・ムニエル
スペイン風奇想曲
演奏会用マズルカ
演奏会用ワルツ
ビザリア
アリア・ヴァリアータ
マンドリン協奏曲第1番
- ラファエレ・カラーチェ
マンドリン協奏曲第1番
マンドリン協奏曲第2番
無窮動
タランテラ
望郷の唄
エレジー
演奏会用マズルカ
- シルヴィオ・ラニエーリ
ワルシャワの思い出
マンドリン協奏曲 ニ長調
- エンリコ・マルチェッリ
ジプシー風奇想曲
幻想的円舞曲
無窮動
演奏会用ポロネーズ
- ハンス・ガル
マンドリンとハープのためのディヴェルティメント
マンドリンとギターのための二重奏
- ノルベルト・シュプロングル
マンドリンとギターのためのセレナーデ
- フランコ・マルゴーラ
マンドリンとギターのためのグランドソナタ
- クルト・シュヴァーエン
スロヴェニア風舞曲
- ディートリヒ・エルトマン
ソナチネ
- たかの舞俐
沈黙の光
- 寺嶋陸也
ソナタ

### 二重奏曲
- ハンス・ガル
ソナチネ
- ヘルマン・アンブロジウス
デュオ
- 齋藤秀雄・中野二郎
デュエッティーノ
- 中野二郎
めだか、走馬灯
- 服部正
2つのマンドリンとピアノのためのコンチェルト
- たかの舞俐
2つの作品

### 協奏曲
- アントニオ・ヴィヴァルディ
マンドリン協奏曲ハ長調
2つのマンドリンのための協奏曲ト長調
- ヨハン・アドルフ・ハッセ
マンドリン協奏曲ト長調
- ジョヴァンニ・バッティスタ・ペルゴレージ
マンドリン協奏曲変ロ長調
- ジョヴァンニ・パイジエッロ
マンドリン協奏曲変ホ長調
マンドリン協奏曲ハ長調
- ヨハン・ネポムク・フンメル
マンドリン協奏曲ト長調
- アルミン・カウフマン
マンドリン協奏曲
- ディートリヒ・エルトマン
マンドリン協奏曲
- ヘルベルト・バウマン
マンドリンと弦楽のための協奏曲
- 牧野由多可
マンドリン協奏曲
- ジュリアン・ドーズ
マンドリンと弦楽のための協奏曲
- 田中賢
マンドリンとオーケストラのための「弧」
- ウラジミール・コロルツク
組曲「肯定と否定」
- アヴネル・ドルマン
マンドリン協奏曲

### オーケストラの中のマンドリン
- リゲティ・ジェルジュ
ミステリー・オヴ・ザ・マカーブル
- ヴォルフガング・アマデウス・モーツァルト
歌劇「ドン・ジョヴァンニ」- No.16 カンツォネッタ「窓辺に出でよ Deh, vieni alla finestra」
- グスタフ・マーラー
交響曲第7番「夜の歌」
交響曲第8番「千人の交響曲」
交響曲「大地の歌」
- オットリーノ・レスピーギ
交響詩「ローマの祭」
- アルノルト・シェーンベルク
歌劇「モーゼとアロン」
管弦楽のための変奏曲
- アントン・ヴェーベルン
管弦楽のための5つの小品
- イーゴリ・ストラヴィンスキー
バレエ音楽「アゴン」
- ベルント・アロイス・ツィンマーマン
ユビュ王の晩餐のための音楽
- アントニオ・ヴィヴァルディ
オラトリオ「勝利のユディータ」- アリア「人生は過ぎ行き Transit aetas」
- ゲオルク・フリードリヒ・ヘンデル
オラトリオ「アレグザンダー・バルス（英語版）」- アリア「聴け！ 彼は黄金の竪琴を鳴らす Hark! he strikes the golden lyre」

## 派生楽器
- フラットマンドリン - アメリカ発祥の撥弦楽器。ブルーグラスや、カントリーなどで使用される。
- エレクトリックマンドリン - ロックやポップ音楽で使われる撥弦楽器。フェンダー社、リッケンバッカー社などエレキギターメーカーが製造。
- バンドリン - スペイン・ポルトガル発祥の撥弦楽器。ショーロなどで使われる。南米では「マンドリン」と呼ばれる。